# Andrew Archibald Paton
Pour les articles homonymes, voir Paton.
Andrew Archibald Paton (1811-1874) est un diplomate orientaliste anglais, consul à Raguse dans la Bocca di Cattaro, il popularisa ses voyages en Égypte, en Syrie et dans les Balkans et écrivit quelques romans à succès. Il rencontra, lors de ses voyages, le seigneur Arneri de Korčula, rendit un vibrant hommage au passé de ces peuples, notamment aux Raguséens, et particulièrement au mathématicien Marino Ghetaldi. Enfin, il reste de lui un essai d'analyse original sur la vie et sur l'œuvre de Stendhal et quelques lettres de sa correspondance avec cet autre grand voyageur, sir Austen Henry Layard.

## Publications
- Letters (20) to Sir Austen Layard (Lettres), 1843-1872-url=http://www.nationalarchives.gov.uk/nra/searches/subjectview.asp?id=p22279
- Andrew Archibald Paton, The modern Syrians; or, Native Society in Damascus, Aleppo, and  the mountains of the Druses, from notes made in those parts during the years 1841, 1844 (lire en ligne)
- Andrew Archibald Paton, Servia, Youngest Member of the European Family] or, a residence in Belgrade and travels in the Highlands and Woodlands of the Interior, during the years 1843 and 1844, 1845 (lire en ligne).
- Andrew Archibald Paton, Highlands and islands of the Adriatic : including Dalmatia, Croatia, and the southern provinces of the Austrian Empire, 1849 (lire en ligne).
- Andrew Archibald Paton, The Goth and the Hun, or, Transylvania, Debreczin, Pesth, and Vienna, in 1850, 1851 (lire en ligne).
- Andrew Archibald Paton, The mamelukes: a romance of life in grand Cairo, vol. 1, 1851 (lire en ligne).
- Andrew Archibald Paton, The mamelukes: a romance of life in grand Cairo, vol. 2, 1851 (lire en ligne).
- Andrew Archibald Paton, The mamelukes: a romance of life in grand Cairo, vol. 3, 1851 (lire en ligne).
- Andrew Archibald Paton, The Bulgarian, the Turk, and the German, 1855 (lire en ligne).
- Andrew Archibald Paton, Melusina, a new Arabian night's entertainment, 1860.
- Andrew Archibald Paton, Researches on the Danube and the Adriatic : or, Contributions to the modern history of Hungary and Transylvania, Dalmatia and Croatia, Servia and Bulgaria, 1861 (ISBN 978-0365367703, lire en ligne)
- Andrew Archibald Paton, A history of the Egyptian revolution, from the period of the Mamelukes to the death of Mohammed Ali; from Arab and European memoirs, oral tradition, and local research, 1863.
- Andrew Archibald Paton, Sketches of the ugly side of human nature, 1867 (lire en ligne).
- Andrew Archibald Paton, A history of the Egyptian revolution, from the period of the Mamelukes to the death of Mohammed Ali; from Arab and European memoirs, oral tradition, and local research, vol. 1, 1870 (lire en ligne).
- Andrew Archibald Paton, A history of the Egyptian revolution, from the period of the Mamelukes to the death of Mohammed Ali; from Arab and European memoirs, oral tradition, and local research, vol. 2, 1870 (lire en ligne).
- Andrew Archibald Paton, Henry Beyle (otherwise de Stendhal); a critical and biographical study aided by original documents and unpublished letters from the private papers of the family of Beyle, 1874.